# Friedrich Wilhelm von Bülow

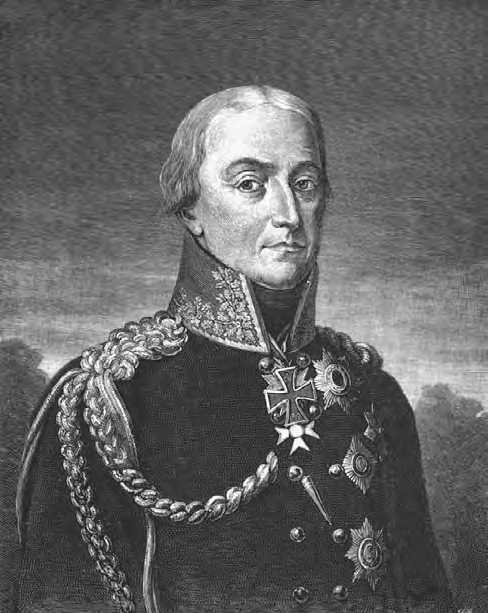
General Friedrich Wilhelm von Bülow.

Friedrich Wilhelm von Bülow, greve Bülow von Dennewitz, född 16 februari 1755, död 25 februari 1826, var en tysk militär.
von Bülow blev junker vid infanteriet 1768, generalmajor 1808 och general av infanteriet 1814. 1812 blev von Bülow tillförordnad guvernör i Ost- och Västpreussen och uppsatte där en reservkår, varigenom han skapade den första förstärkningen till Preussens svaga stridskrafter. Vid befrielsekrigets utbrott 1813 opererade han under våren delvis självständigt, stormade Halle och hejdade vid Luckau Nicolas Charles Oudinots första framstöt mot Berlin. Såsom chef för 3:e preussiska armékåren underställd kronprins Karl Johan, besegrade han Oudinot vid Grossbeeren och Michel Ney vid Dennewitz, varigenom Berlin för andra gången räddades. Mellan von Bülow och Karl Johan rådde under hela fälttåget ett spänt förhållande, och hans uppträdande har bedömts mycket olika av svensk och tysk litteratur. Han blev dock riddare med stora korset av Svärdsorden samma år. Efter att med utmärkelse ha deltagit i slaget vid Leipzig rensade Bülow Hannover och Westfalen från fransmän och deltog sedermera framgångsrikt i slaget vid Laon 1814. Upphöjd till greve samma år bidrog Bülow som chef för 4:e armékåren i hög grad till de allierades seger vid Waterloo 1815. Efter fredsslutet var han chef för 1:a armékåren som var stationerad i Ost- och Västpreussen samt Litauen.